# Kostas Sommer
Kostas Sommer (* 17. Mai 1975) ist ein griechisch-deutscher Schauspieler. 

## Leben
Sommer wurde in Deutschland geboren, wo er teilweise auch seine Jugend verbrachte. Er wuchs zweisprachig auf. Seine Mutter ist Deutsche und sein Vater ein aus Kreta stammender Grieche. Sommer zog später mit seiner Familie nach Griechenland. Er besuchte die Deutsche Schule Athen. Erste berufliche Erfahrungen machte er als Schauspieler und Model in Griechenland.
1995 ging er nach Los Angeles und absolvierte eine Schauspielausbildung an der University of California, Los Angeles, die er 1997 mit einem Schauspieldiplom abschloss. An der UCLA wirkte er bei Studentenaufführungen als Treat in dem Theaterstück Orphans von Lyle Kessler und als Polo Pope in Giftiger Schnee (A Hatful of Rain) von Michael V. Gazzo mit. Am Trilogy Theatre in New York City, einem Off-Broadway Theater, trat er in der Titelrolle von Ferenc Molnárs Schauspiel Liliom und als Joe Bonaparte in dem Theaterstück Golden Boy von Clifford Odets auf. 
2002 spielte er den albanischen Arbeiter Ilia in der griechischen Fernsehserie I agapi irthe apo makrya. Diese Rolle verschaffte ihm erste Bekanntheit in Griechenland; es folgten danach weitere Rollen in Fernsehfilmen und Fernsehserien. 2005 hatte er in dem Hollywood-Film Deuce Bigalow: European Gigolo die Rolle des griechischen Gigolos Assapopoulos Mariolis.
Durch seine Serienhauptrolle in der griechischen Fernsehserie Tis agapis mahairia wurde er in Griechenland zum populären Medienstar. In zahlreichen Zeitschriften und Magazinen erschienen Fotostrecken mit ihm als männliches Model. In den Vereinigten Staaten hatte er eine eigene Fernsehshow Extreme Sommer, in der sich Sommer in diversen Extremsportarten präsentierte.
Von 2010 bis 2011 spielte Sommer in der ZDF-Telenovela Lena – Liebe meines Lebens die Rolle des Kfz-Mechanikers und Werkstattbesitzers Tony Weiss.

## Filmografie (Auswahl)
- 2002: I agapi irthe apo makrya (Fernsehserie)
- 2005: Deuce Bigalow: European Gigolo
- 2006: Available Man (Kurzfilm)
- 2006–2007: Tis agapis mahairia (Fernsehserie)
- 2007: Es gibt noch eine Möglichkeit (Bir ihtimal daha var)
- 2008: The Boston Strangler – Die wahre Geschichte des Killers DeSalvo (Boston Strangler: The Untold Story)
- 2008: Deep End
- 2009: Drifter: Henry Lee Lucas (auch bekannt als Bloody Serial Killer)
- 2010–2011: Lena – Liebe meines Lebens als Tony Weiss
- 2012: Einai Stigmes (Fernsehserie)
- 2015: Ein Sommer in Griechenland
- 2015: SOKO 5113 (Fernsehserie; Folge; Herzblut)
- 2016: Der Athen-Krimi – Trojanische Pferde